# Walckenaeria westringi
Walckenaeria westringi este o specie de păianjeni din genul Walckenaeria, familia Linyphiidae, descrisă de Strand, 1903.
Este endemică în Norway. Conform Catalogue of Life specia Walckenaeria westringi nu are subspecii cunoscute.